# Taumacera cyanipennis
Taumacera cyanipennis là một loài bọ cánh cứng trong họ Chrysomelidae. Loài này được Kollar & Redtenbacher miêu tả khoa học năm 1848.